# Anenecuilco
Anenecuilco es una localidad situada en el municipio de Ayala, en el estado de Morelos, México.  Según el censo de 2020, tiene una población de 11 227 habitantes.
Ubicada a 4 km al sur del centro de la ciudad de Cuautla, su principal entrada es sobre la carretera Cuautla-Jojutla. Es conocida internacionalmente por un pasado histórico cuyos orígenes se remontan al periodo prehispánico. 
Se presume que su fundación posible es de 1000 a. c. Desde la conquista, está dividida en 2 barrios: Olaque y San Miguel.
El poblado es famoso principalmente por ser la cuna del nacimiento de Emiliano Zapata, líder de la revolución del Sur e importante héroe de la Revolución mexicana. También fue donde se inició la lucha por la defensa de sus recursos naturales y su derecho a las tierras y aguas, originando el movimiento armado denominado como “La Revolución del Sur”. Es por eso que Anenecuilco es reconocido mundialmente como la cuna del agrarismo, ya que la ideología zapatista “Tierra y libertad” ha recorrido el mundo entero.

## Toponimia
Anenecuilco: "A" (de atl : Agua), "Nenecuili" (gusano), y "Co" (lugar): "Lugar donde como gusano corre el agua".
El río que atraviesa la comunidad se llama Chicnahuapan. Su significado etimológico es: "Chicnahui=9 Pan= Cauce", por lo que significa "de las 9 aguas". El nombre deriva del número de manantiales que lo originan.

## Turismo

### Lugares históricos
- Casa de Zapata: La casa donde se crio Emiliano Zapata, un monumento y museo de la memoria e historia del famoso revolucionario. Quedan restos de la casa, una muralla de Zapata y otros artículos históricos que los mismos pobladores han donado al museo.
- Zócalo de Anenecuilco: Uno de los lugares donde pasará la ruta 2012.
- Casa de Raya: Ubicada en los campos de Anenecuilco, lugar histórico de la época revolucionaria donde los hacendados les pagaban a los campesinos.

### Actividades culturales y religiosas
Fiesta patronal a San Miguel Arcángel
La fiesta patronal del Arcángel San Miguel se celebra los días 28 y 29 de septiembre.
Se decía que dicha imagen había sido encontrada enterrada en el poblado y de ahí provenía el nombre de San Miguel Anenecuilco. Otros decían que había llegado directamente de España, un poco antes del año 1570. Por eso se le rindió culto al referido patrono. Muchas personas venías de lugares circunvecinos a danzar con gran devoción.
La celebración empieza desde el día 28 de septiembre, tradición heredada por sus antepasados, quienes iban montados a caballo desde las 4 de la mañana a Yecapixtla o a Ocuituco para cortar pericón, llegando por la tarde con los caballos cargados de manojos de la flor y siendo recibidos por los parroquianos, mujeres y niños con agua fresca. Los pobladores hacían manojos de pericón y adornaban su capillita apoyados por unas monjitas.
El 29 de septiembre vestían a San Miguel, se hacía una misa de 3 ministros y por la tarde iban en procesión por las principales calles del pueblo.
Esta tradición aún se conserva hasta nuestras fechas.

#### Celebración del Señor del Pueblo, fiesta que se celebra el 5.º domingo de Cuaresma
Cuentan nuestros antiguos que a principios del siglo XVIII, un campesino del poblado de Olintepec estaba trabajando en su campo con su arado, cuando encontró enterrado un Cristo. No se sabe a ciencia cierta en qué mes sucedió esto, pero parece haber sido en la Cuaresma de ese año, y de inmediato dio aviso a unos vecinos, quienes decidieron poner en conocimiento de estos hechos a los frailes dominicos que vivían en Anenecuilco.
Por no haber un lugar apropiado para el Cristo en los alrededores, decidieron trasladarlo a la iglesia de San Miguel, que data del año de 1570.
La procesión del traslado del Cristo se realizó un día domingo con gran acompañamiento del pueblo, los principales, las justicias y el gobernador, según el testimonio de Miguel Luna, que data del año de 1866.
Llegando el Cristo a la iglesia, se colocó su imagen en el altar mayor, siendo desde entonces motivo de gran reverencia y devoción por parte de la gente.
Al Señor de Anenecuilco se le dedicó el quinto domingo de la Cuaresma y, para que se quedara en el pueblo, la gente se comprometió a cuidarlo, y es ahí cuando nació la ceremonia del beso. Esta fiesta se organizaba como feria grande, en su tiempo llegó a considerarse como la de Tepalcingo, abarcaba desde la entrada de la iglesia por el lado de la Ayudantía y daba vuelta a la manzana por la casa de don Gabriel Zapata (Padre de Emiliano) hasta llegar nuevamente a la Iglesia por el lado del Panteón, había una verdadera romería a la que asistía gente de todos los pueblos.
Para la función de la Iglesia el pueblo cooperaba y la fiesta se celebraba con Misa de tres ministros, vísperas, cohetes y una procesión que acompañaba todo el pueblo, con música, cánticos y rezos, ceras y flores, procesión que llegaba hasta los límites de Ayala.
La fiesta se viene celebrando desde entonces para pedir al Señor de Anenecuilco buen temporal para toda la región y así poder obtener cosechas abundantes.

### Carnaval de Anenecuilco
El mayor carnaval de los pueblos de Morelos sin ser cabecera municipal.
Las fechas para celebrar Carnaval en Anenecuilco están determinadas por la fiesta tradicional del Quinto Domingo de Cuaresma, siendo el Domingo de Ramos la fecha grande de la celebración. Cabe mencionar que la feria del Quinto Domingo de Cuaresma en Anenecuilco, no es la celebración patronal de éste pueblo, por ser el “Arcángel San Miguel” el Santo Patrono; No obstante, devotos de diferentes regiones, traían ofrendas y mandas al Cristo en Semana Santa, así como concurrían cofradías religiosas las que honraban y representaban danzas en honor al Cristo de Anenecuilco, también celebraban jaripeos rancheros en los días inmediatos al Quinto Domingo de Cuaresma, siendo el Brinco de Chinelo una más de estas danzas junto con otras más de la región como pastoras, vaqueritos, concheros, la tortuga, moros y cristianos, además de Retos escénicos como antiguos Sainetes y los doce pares de Francia hoy día catalogados como Teatro Campesino.
Es justo mencionar que el Carnaval de Anenecuilco ha sido en esencia un Carnaval de usos, tradiciones y costumbres Comunitarias que se transforman y adaptan a las diferentes circunstancias que experimenta la comunidad.
Por todo lo señalado, se puede concluir que actualmente el Carnaval de Anenecuilco es un evento masivo, el mayor carnaval en concurrencia de la región oriente de Morelos y El Mayor Carnaval de los Pueblos de Morelos sin ser Cabecera Municipal, es decir, No controlado Ni Manipulado en aspectos fiscales o de mercadotecnia por Autoridades Municipales; Anenecuilco y su celebración de Carnaval sigue siendo una festividad comunitaria y colaborativa incluyente, en la cual participan, de acuerdo a sus posibilidades económicas y de organización, 
Tradicionalmente el carnaval se celebra los días viernes, sábado y domingo, inclusive lunes, con diversas actividades que incluyen desde el Carnaval infantil de las escuelas de educación básica de la localidad, la Coronación de Reinas y Rey Feo, encuentros entre comparsas invitadas de diferentes partes del estado, así como espacios para la Cultura y las Identidades locales en una práctica cuyas características constituyen un Patrimonio Cultural Intangible de los Pueblos originarios y sus trayectorias de vida comunitaria.

## Geografía
Se encuentra al sur del estado Morelos.

### Fauna
Principalmente se compone de conejos, osos hormigueros, tejones, coyotes, hurones, zorros, venados (únicamente en el campo denominado el "carrizal", en los límites con Moyotepec y debido a la caza, son muy pocos; aves como el gavilán, el águila calva, el búho y otras más. Peces como la mojarras, las carpas, las mispapatlas, los mistules, las begras (únicamente en represas y jagüeyes). También iguanas y diversos mamíferos.

### Flora
Es muy diversa y variada según el lugar y la época del año. En el verano, la selva baja caducifolia y el resto del año, lo típico del clima semiárido.